# Jacob Rees-Mogg
Sir Jacob William Rees-Mogg (født 24. maj 1969) er en britisk politiker, der siden juli 2019 har været Leder af Underhuset og Lord President of the Council. Han er medlem af det britiske konservative parti og har siden valget i 2010 været medlem af Underhuset.
Rees-Mogg genvandt ikke sin plads i Underhuset ved valget i juli 2024.
Rees-Mogg blev født i Hammersmith, London, og blev uddannet på Eton College. Han læste historie på Trinity College i Oxford og var formand for Oxford University Conservative Association. Han arbejdede i City of London for Lloyd George Management, før han etablerede sit eget firma, Somerset Capital Management.
Efter flere forgæves forsøg på at blive parlamentsmedlem blev han valgt for valgkredsen North East Somerset i 2010. Den romerskkatolske Rees-Mogg er blevet kaldt "det ærede parlamentsmedlem for det 18. århundrede" på grund af sin overklasseaccent og sine klassisk-konservative synspunkter. Han er kendt for sine humoristiske taler. Under Theresa Mays stigende upopularitet er Rees-Mogg blevet nævnt som mulig ny partiformand for de konservative.
Rees-Mogg er kendt som stærkt EU-skeptisk og opfordrede sit konservative parti til at indgå en politisk pagt med UK Independence Party.